# Paul Langton
Pour les articles homonymes, voir Langton.
Paul Langton est un acteur américain, né le 17 avril 1913 à Salt Lake City (Utah), mort d'une crise cardiaque le 15 avril 1980 à Burbank (Californie).

## Biographie
Au cinéma, Paul Langton apparaît dans cinquante films américains de 1943 à 1964. Mentionnons Les Sacrifiés de John Ford et Robert Montgomery (1945, avec John Wayne, Donna Reed et Robert Montgomery), La Pluie qui chante de Richard Whorf (1946, avec Robert Walker et Judy Garland), Le Grand Couteau de Robert Aldrich (1955, avec Jack Palance et Ida Lupino), L'Homme qui rétrécit de Jack Arnold (1957, avec Grant Williams), ou encore Quatre du Texas de Robert Aldrich (1963, avec Frank Sinatra et Dean Martin).
Pour la télévision, il contribue à un téléfilm en 1955 et surtout, à quatre-vingt-quinze séries de 1951 à 1972, année où il se retire. Un de ses rôles les plus connus au petit écran est celui de Leslie Harrington, dans le feuilleton Peyton Place (deux-cent-dix-huit épisodes, 1964-1968). Citons également Perry Mason (cinq épisodes, 1958-1962) et La Quatrième Dimension (deux épisodes, 1959-1963).
Au théâtre, Paul Langton joue à Broadway (New York) en 1956, dans la pièce Harbor Lights, aux côtés de Robert Alda et Linda Darnell.

## Filmographie partielle

### Au cinéma
- 1943 : La Croix de Lorraine (The Cross of Lorraine) de Tay Garnett
- 1944 : L'introuvable rentre chez lui (The Thin Man Goes Home) de Richard Thorpe
- 1944 : Trente Secondes sur Tokyo (Thirty Seconds Over Tokyo) de Mervyn LeRoy
- 1944 : Gentle Annie d'Andrew Marton
- 1945 : Les Sacrifiés (They Were Expendable) de John Ford et Robert Montgomery
- 1946 : La Pluie qui chante (Till the Clouds Roll By) de Richard Whorf
- 1947 : L'Heure du pardon (The Romance of Rosy Ridge) de Roy Rowland
- 1947 : Le Maître de la prairie (The Sea of Grass) d'Elia Kazan
- 1948 : Fighting Back de Malcolm St. Clair
- 1948 : Trouble Preferred de James Tinling
- 1953 : Big Leaguer de Robert Aldrich
- 1954 : Return from the Sea de Lesley Selander
- 1955 : Le Grand Couteau (The Big Knife) de Robert Aldrich
- 1955 : L'Enfer des hommes (To Hell and Back) de Jesse Hibbs
- 1957 : L'Homme qui rétrécit (The Incredible Shrinking Man) de Jack Arnold
- 1958 : Girl in the Woods de Tom Gries
- 1958 : La Fusée de l'épouvante (It! The Terror from Beyond Space) d'Edward L. Cahn
- 1959 : Invisible Invaders d'Edward L. Cahn
- 1959 : The Cosmic Man de Herbert S. Greene
- 1960 : The Big Night de Sidney Salkow
- 1963 : L'Offrande (Dime with a Halo) de Boris Sagal
- 1963 : Quatre du Texas (Four for Texas) de Robert Aldrich
- 1964 : Le Sport favori de l'homme (Man's Favorite Sport ?) d'Howard Hawks

### À la télévision (séries)
- 1956 : Alfred Hitchcock présente (Alfred Hitchcock presents)
  - Saison 2, épisode 2 Fog Closing In d'Herschel Daugherty
- 1957-1958 : La Flèche brisée (Broken Arrow)
  - Saison 2, épisode 10 Renegades Return (1957) et épisode 18 Massacre (1958)
- 1958 : Mike Hammer (Mickey Spillane's Mike Hammer), première série
  - Saison 1, épisode 3 Hot Hands, Cold Dice de Boris Sagal et épisode 29 Four Blind Mice de Boris Sagal
- 1958-1962 : Perry Mason, première série
  - Saison 1, épisode 24 The Case of the Deadly Double (1958) d'Andrew V. McLaglen
  - Saison 3, épisode 8 The Case of the Bartered Bikini (1959) d'Arthur Hiller
  - Saison 4, épisode 6 The Case of the Wandering Widow (1960) de William F. Claxton et épisode 22 The Case of the Cowardly Lion (1961)
  - Saison 5, épisode 27 The Case of the Counterfeit Crank (1962) de Jerry Hopper
- 1958-1961 : Gunsmoke ou Police des plaines (Gunsmoke ou Marshal Dillon)
  - Saison 4, épisode 3 Gunsmuggler (1958) de Richard Whorf
  - Saison 5, épisode 15 Tag, You're It (1959) de Jesse Hibbs
  - Saison 6, épisode 34 The Imposter (1961)
- 1958-1962 : La Grande Caravane (Wagon Train)
  - Saison 2, épisode 2 The Juan Ortega Story (1958) de David Swift
  - Saison 5, épisode 30 The Terry Morrell Story (1962)
- 1959-1963 : La Quatrième Dimension (The Twilight Zone)
  - Saison 1, épisode 1 Solitude (Where Is Everybody ?, 1959) de Robert Stevens
  - Saison 4, épisode 16 Jeudi, nous rentrons à la maison (Thursday We Leave for Home, 1963) de Buzz Kulik
- 1960 : Rawhide
  - Saison 2, épisode 30 Incident of the Silent Web de Joseph Kane
- 1960-1962 : Les Incorruptibles (The Untouchables)
  - Saison 1, épisode 23 La Dame aux oiseaux (The White Slavers, 1960) de Walter Grauman
  - Saison 4, épisode 11 Les Marchands de ferraille (The Floyd Gibbons Story, 1962) de Robert Butler
- 1961 : Laramie
  - Saison 2, épisode 16 Killer Without a Cause
- 1961 : Lassie
  - Saison 7, épisode 22 The Patriot
- 1961 : Aventures dans les îles (Adventures in Paradise)
  - Saison 2, épisode 21 L'Ange de la mort (Angel of Death) de Robert Florey
- 1961 : Cheyenne
  - Saison 6, épisode 4 The Young Fugitives
- 1961 : Échec et mat (Checkmate)
  - Saison 2, épisode 9 The Two of Us de Paul Stewart
- 1962 : C'est arrivé à Sunrise (Bus Stop)
  - Saison unique, épisode 15 Summer Lightning de Robert Altman
- 1962 : Monsieur Ed, le cheval qui parle (Mister Ed)
  - Saison 3, épisode 12 Wilbur the Masher d'Arthur Lubin
- 1963 : Le Jeune Docteur Kildare (Dr. Kildare)
  - Saison 2, épisode 14 Love Is a Sad Song de Boris Sagal
- 1963 : Le Virginien (The Virginian)
  - Saison 1, épisode 18 Say Goodbye to All That de William Witney
- 1963 : Le Fugitif (The Fugitive), première série
  - Saison 1, épisode 10 Fatso d'Ida Lupino
- 1964-1968 : Peyton Place, feuilleton
  - Saison unique, 218 épisodes : Leslie Harrington
- 1968 : Les Bannis (The Outcasts)
  - Saison unique, épisode 3 Trois façons de mourir (Three Ways to Die)
- 1968 : Opération vol (It Takes a Thief)
  - Saison 2, épisode 11 Un mur en or (Glass Riddle)
- 1970 : L'Immortel (The Immortal)
  - Saison unique, épisode 2 Sylvia de Don McDougall
- 1971 : L'Homme de fer (Ironside)
  - Saison 4, épisode 24 Terrorisme (Lesson in Terror) de James Neilson

## Théâtre (à Broadway)
- 1956 : Harbor Lights de Norman Vane, avec Robert Alda, Linda Darnell